# Sebastião Bala Rocha
Sebastião Bala Ferreira da Rocha ComMM (Gurupá, 21 de janeiro de 1958) é um médico e político brasileiro, filiado ao Progressistas (PP), atual prefeito de Santana. Pelo Amapá, também foi senador, deputado federal por dois mandatos e deputado estadual. Atualmente é prefeito de Santana. 

## Biografia
Nascido Sebastião Ferreira da Rocha, recebeu na infância o apelido de "Bala", que incorporou ao nome em 2004. Iniciou sua carreira política em 1990, quando se elegeu deputado estadual do Amapá, pelo PSDB. Filiou-se ao PDT em 1993 e no ano seguinte, elegeu-se Senador da República. Como senador, foi admitido em 1999 à Ordem do Mérito Militar no grau de Comendador especial pelo presidente Fernando Henrique Cardoso.
Buscou a reeleição em 2002, mas obteve nas urnas apenas o quarto lugar. Em 2004, foi o terceiro colocado na disputa pela prefeitura de Macapá. Elegeu-se deputado federal em 2006. Pleiteou a prefeitura de Santana em 2008, mas terminou por retirar a candidatura.
Em 2010 foi reeleito Deputado Federal com 12.739 votos pela coligação PRB / PP / PDT / PR / DEM / PHS / PC do B. Em setembro de 2013, filiou-se ao novo partido Solidariedade, criado pelo sindicalista Paulinho da Força. Em 2014, tenta reeleger-se para deputado federal, porém, obteve 7.300 votos, ficando como suplente. Em abril de 2018, retornou ao PSDB.
Em 2018, se candidatou ao Senado pela terceira vez, pelo PSDB, mas ficou em quarto lugar novamente.
Em novembro de 2020, já no Progessistas, foi eleito prefeito de Santana (Amapá), derrotando o então prefeito Ofirney Sadala.
Em outubro de 2024, ainda pelo Progressistas (PP), foi reeleito prefeito de Santana, contando com 67,46% dos votos válidos, contra 21,75% do segundo colocado, Professor Zé Roberto (PODE). 